# Czółnów
Czółnów est une localité polonaise située dans la gmina mixte et le powiat de Myślibórz en voïvodie de Poméranie-Occidentale. Elle se situe à environ 57 km au sud de la capitale régionale Szczecin.

## Géographie

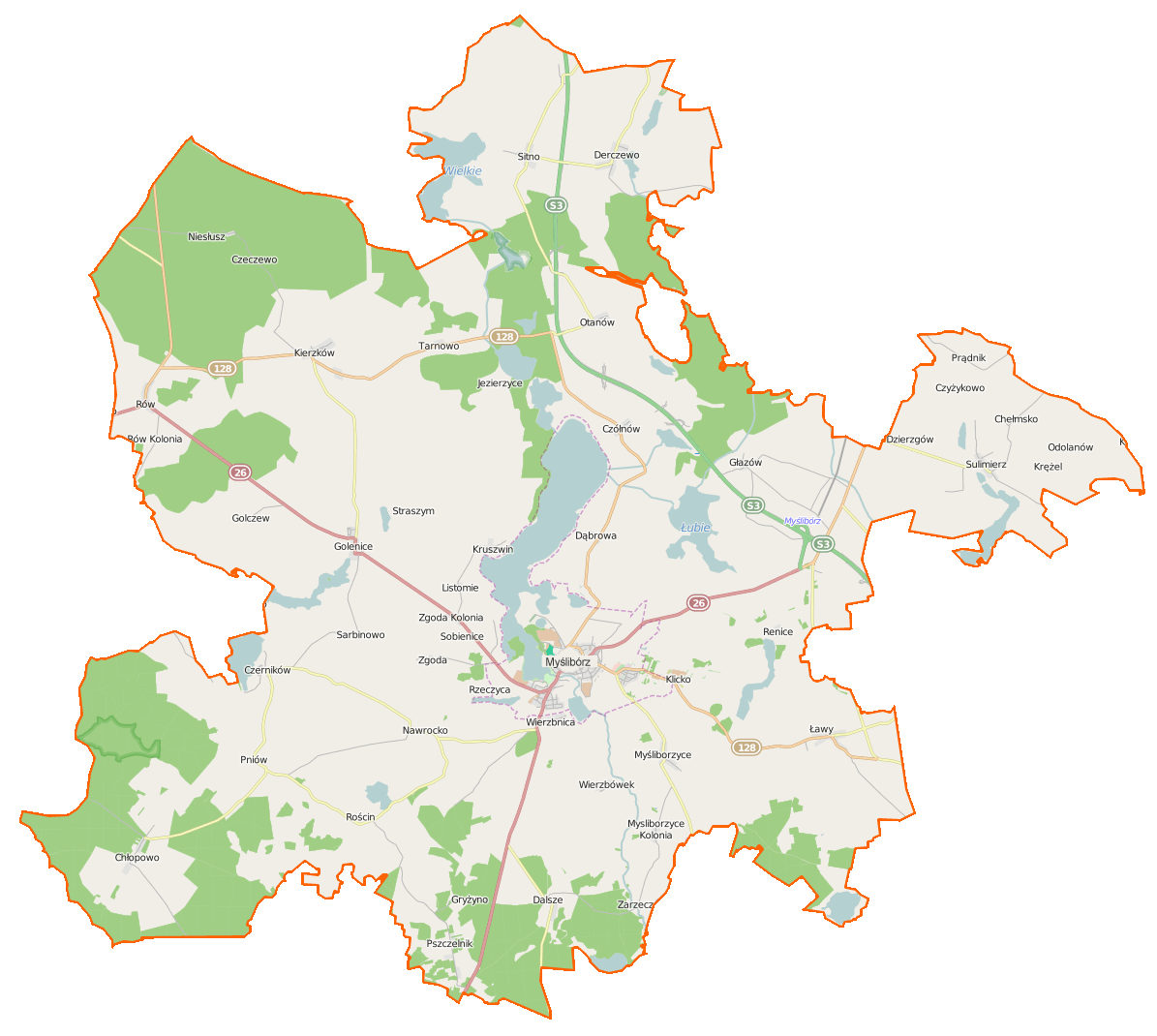
Carte de la gmina de Myślibórz.

## Histoire
De 1683 à 1945, Zollen fait partie de l'arrondissement de Soldin (de) dans le district de Francfort au sein de la province de Brandebourg.